# Maison Blanche (Métro Paris)
Der U-Bahnhof Maison Blanche [mɛzɔ̃ blɑ̃ʃ] ist eine unterirdische Station der Linien 7 und 14 der Pariser Métro.

## Lage
Die Station befindet sich im Quartier de la Maison-Blanche des 13. Arrondissements von Paris. Sie liegt längs unter der Avenue d’Italie nördlich des kreuzenden Straßenzugs Boulevard Kellermann – Boulevard Masséna.

## Name
Die Station ist nach dem gleichnamigen Pariser Stadtviertel benannt. Dieses hat seinen Namen von einem ehemaligen Weiler, in dem es einen ebenfalls „Maison Blanche“ (Weißes Haus) genannten Gasthof gegeben haben soll.

## Geschichte und Beschreibung

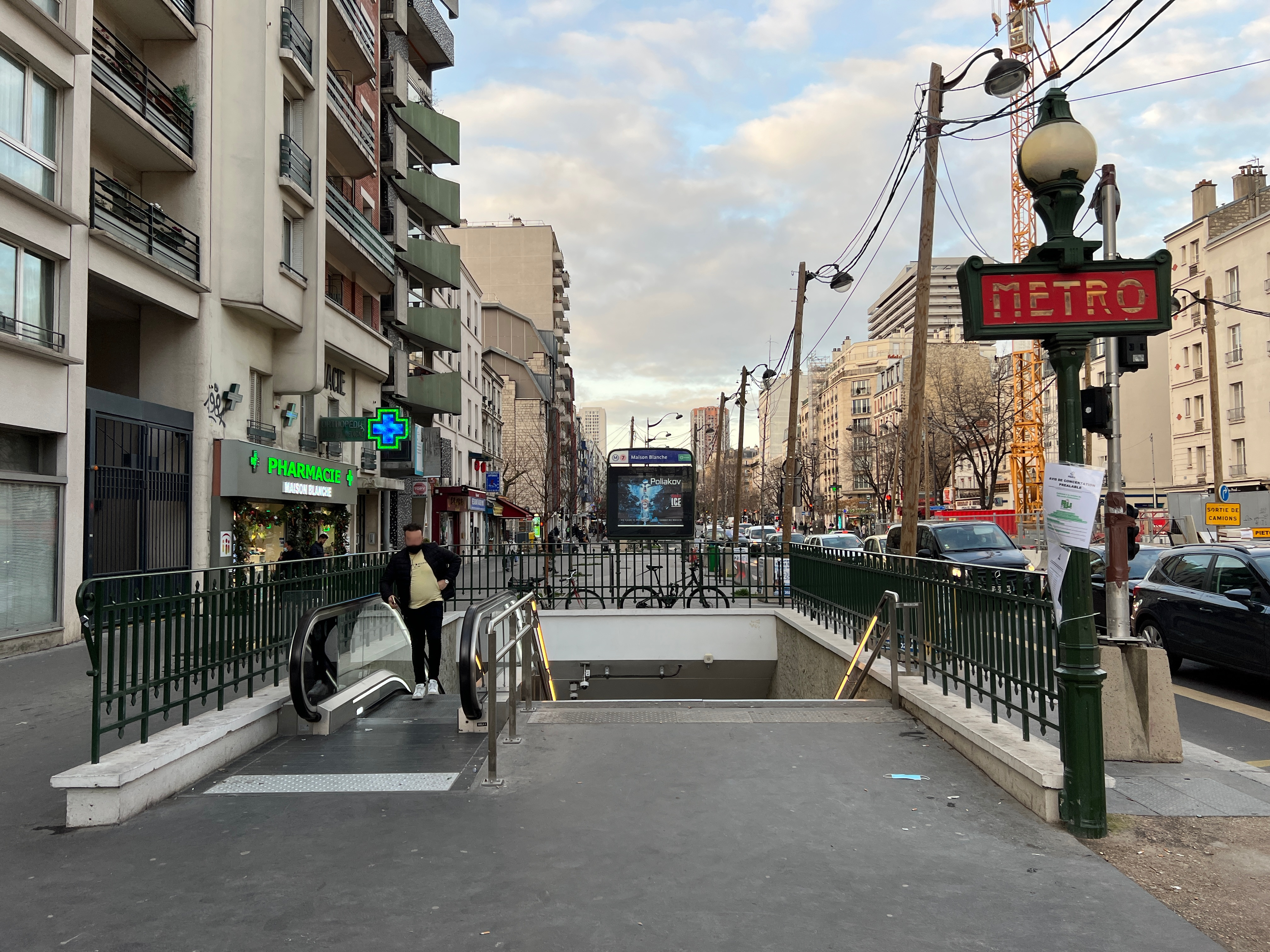
Zugang mit Dervaux-Kandelaber an der Avenue d’Italie

Die Station wurde am 7. März 1930 zunächst als Teil der Linie 10 eröffnet. Diese wurde damals von Place d’Italie bis zur Station Porte de Choisy verlängert. Am 26. April 1931 wurde der Abschnitt von Place Monge bis Porte de Choisy – wie vorgesehen – der Linie 7 zugeordnet, nachdem deren Unterquerung der Seine in Betrieb gegangen war.
Seit dem 10. Dezember 1982 gabelt sich die Linie 7 südlich der Station. Die südwärts laufenden Züge verkehrten im Wechsel nach Mairie d’Ivry und über den neuen Streckenast zunächst bis Le Kremlin-Bicêtre. 1985 wurde dieser Ast um drei Stationen bis Villejuif – Louis Aragon verlängert.
Die Station war 1930 die erste im Métronetz, die moderne Rolltreppen erhielt. Zudem wurde sie als Prototyp eines Luftschutzraums entwickelt. Zu diesem Zweck wurde sie mit gasdicht abschließbaren Türen und Toren und einer Lufterneuerungsanlage ausgestattet. Die im U-Bahn-Tunnel angebrachten Tore sind nach wie vor erhalten.
Am 6. Oktober 1995 wurde in der Station ein Anschlag verübt. Eine mit Nägeln gefüllte Gasflasche verletzte bei ihrer Explosion 18 Personen.
Am 24. Juni 2024 eröffnete der Bahnhofsteil der Linie 14 also Teil der Verlängerung der Linie bis zum Flughafen Orly im Rahmen des Projekts Grand Paris Express.
Unter einem elliptischen, weiß gefliesten Deckengewölbe weist die Station Seitenbahnsteige an zwei parallelen Streckengleisen auf. Ihre Seitenwände folgen der Krümmung der Ellipse. Bereits beim Bau wurde sie mit der ungewöhnlichen Länge von 105 m, theoretisch ausreichend für Sieben-Wagen-Züge, angelegt.
Von den vier Zugängen liegen zwei an der o. g. Kreuzung, zwei weitere nördlich an der Avenue d’Italie nördlich der Einmündung der Rue Tagore. Drei davon sind durch je einen von Adolphe Dervaux im Stil des Art déco entworfenen Kandelaber mit dem Schriftzug METRO markiert.

## Fahrzeuge
Auf der Linie 7 verkehren konventionelle Fünf-Wagen-Züge der Baureihe MF 77. Zwischen 1971 und 1979 liefen dort Züge der Baureihe MF 67, davor solche der Bauart Sprague-Thomson.

## Umgebung
In der Nähe befindet sich das Quartier asiatique.